# Dịch tễ học trầm cảm

Age-standardised disability-adjusted life year (DALY) rates of unipolar depressive disorders by country (per 100,000 inhabitants) in 2004.

Dịch tễ học trầm cảm đã được nghiên cứu nhiều trên toàn thế giới. Và trầm cảm là nguyên nhân chính gây nên bệnh tật toàn cầu. Tỷ lệ lưu hành trọn đời ước tính rất khác nhau giữa các khu vực, từ 3% ở Nhật Bản đến 17% ở Mỹ. Dữ liệu dịch tễ học cho thấy tỷ lệ trầm cảm cao hơn ở Trung Đông, Bắc Phi, Nam Á và Mỹ so với các quốc gia khác. Trong 10 quốc gia được nghiên cứu, số người sẽ bị trầm cảm trong suốt cuộc đời rơi vào khoảng 8% - 12% tại hầu hết các quốc gia.
Ở Bắc Mỹ, xác suất xuất hiện giai đoạn trầm cảm chính (major depressive;trầm cảm dạng điển hình hay thường gặp) trong bất kỳ khoảng thời gian dài nào trong năm là 3–5% đối với nam giới và 8–10% đối với nữ giới.

## Sự biến động nhân khẩu
Các nghiên cứu dân số học liên tục cho thấy trầm cảm chính có xu hướng xuất hiện ở nữ giới gấp đôi so với nam giới, mặc dù vẫn chưa rõ lý do cho điều này. Sự tăng tương đối trầm cảm liên quan đến thời kỳ phát triển của tuổi dậy thì hơn là tuổi theo thời gian sống, đạt tỷ lệ đỉnh trong độ tuổi từ 15 đến 18. Trầm cảm liên quan nhiều đến yếu tố tâm lý xã hội hơn yếu tố nội tiết tố.
Một người nhiều khả năng phải chịu đựng cơn trầm cảm lần đầu tiên trong độ tuổi 30 đến 40, và lần hai, nhẹ hơn ở tuổi 50 đến 60. Nguy cơ trầm cảm chính tăng khi có các vấn đề về thần kinh như đột quỵ, bệnh Parkinson hay bệnh đa xơ cứng và trong năm đầu sau sinh. Nguy cơ trầm cảm chính cũng có mối liên hệ với các yếu tố gây căng thẳng như khi một người phải đối mặt với sự khắc nghiệt của môi trường xã hội xung quanh như trong đào tạo chiến binh hay bác sĩ.
Trầm cảm phổ biến hơn sau bệnh tim mạch. Có sự mâu thuẫn trong các nghiên cứu về tỷ lệ trầm cảm ở người cao tuổi, nhưng hầu hết các dữ liệu cho thấy có sự giảm đi ở nhóm tuổi này. Rối loạn trầm cảm thường hay gặp ở thành thị hơn so với nông thôn và nói chung, tỷ lệ cao hơn ở các nhóm dân cư có yếu tố kinh tế xã hội bất lợi (như người vô gia cư).
Dữ liệu tỷ lệ tương đối của trầm cảm chính giữa các nhóm dân tộc khác nhau không đạt được sự đồng thuận rõ ràng. Tuy nhiên, nghiên cứu duy nhất được biết đến bao gồm chứng loạn trương lực (covered dysthymia) đặc biệt cho thấy phổ biến hơn ở người Mỹ gốc Phi và người Mỹ gốc México so với người Mỹ gốc Âu
Dự báo trầm cảm có thể trở thành nguyên nhân hàng đầu cướp đi mạng sống đứng thứ hai sau bệnh tim vào năm 2020.
Năm 2016, một nghiên cứu đã tìm thấy mối liên quan giữa thuốc trách thai nội tiết tố với trầm cảm.

## Theo quốc gia
Tỷ lệ số năm sống điều chỉnh theo bệnh tật (DALY) trên 100.000 dân.
| Xếp | Quốc gia                         | DALY rate |
| --- | -------------------------------- | --------- |
| 1   | Hoa Kỳ                           | 1,454.74  |
| 2   | Nepal                            | 1,424.48  |
| 3   | Đông Timor                       | 1,404.10  |
| 4   | Bangladesh                       | 1,401.53  |
| 5   | Ấn độ                            | 1,400.84  |
| 6   | Pakistan                         | 1,400.42  |
| 7   | Brazil                           | 1,396.10  |
| 8   | Maldives                         | 1,391.61  |
| 9   | Bhutan                           | 1,385.53  |
| 10  | Afghanistan                      | 1,385.14  |
| 11  | Finland                          | 1,344.13  |
| 12  | Israel                           | 1,273.92  |
| 13  | Slovenia                         | 1,248.47  |
| 14  | Belgium                          | 1,244.46  |
| 15  | France                           | 1,234.32  |
| 16  | Chile                            | 1,221.23  |
| 17  | Guatemala                        | 1,177.03  |
| 18  | Haiti                            | 1,170.73  |
| 19  | Bolivia                          | 1,161.56  |
| 20  | Nicaragua                        | 1,161.25  |
| 21  | Canada                           | 1,157.07  |
| 22  | Ecuador                          | 1,156.30  |
| 23  | Peru                             | 1,156.07  |
| 24  | Croatia                          | 1,141.79  |
| 25  | Armenia                          | 1,133.20  |
| 26  | Azerbaijan                       | 1,120.05  |
| 27  | Switzerland                      | 1,114.11  |
| 28  | Turkmenistan                     | 1,112.94  |
| 29  | Tajikistan                       | 1,112.45  |
| 30  | Kyrgyzstan                       | 1,112.10  |
| 31  | Denmark                          | 1,110.76  |
| 32  | Uzbekistan                       | 1,110.18  |
| 33  | Luxembourg                       | 1,110.00  |
| 34  | Austria                          | 1,108.30  |
| 35  | El Salvador                      | 1,103.93  |
| 36  | Jamaica                          | 1,100.10  |
| 37  | Colombia                         | 1,099.51  |
| 38  | Bahamas                          | 1,099.29  |
| 39  | Honduras                         | 1,098.66  |
| 40  | Trinidad and Tobago              | 1,098.21  |
| 41  | Grenada                          | 1,098.14  |
| 42  | Saint Lucia                      | 1,097.85  |
| 43  | Uruguay                          | 1,095.86  |
| 44  | Barbados                         | 1,095.76  |
| 45  | Dominica                         | 1,094.66  |
| 46  | Antigua and Barbuda              | 1,094.65  |
| 47  | Saint Kitts and Nevis            | 1,094.64  |
| 48  | Argentina                        | 1,094.20  |
| 49  | Dominican Republic               | 1,093.04  |
| 50  | Suriname                         | 1,091.56  |
| 51  | Venezuela                        | 1,088.72  |
| 52  | Saint Vincent and the Grenadines | 1,087.50  |
| 53  | Cuba                             | 1,087.25  |
| 54  | Guyana                           | 1,086.82  |
| 55  | Panama                           | 1,086.71  |
| 56  | Belize                           | 1,085.63  |
| 57  | Paraguay                         | 1,085.28  |
| 58  | Costa Rica                       | 1,083.23  |
| 59  | Sweden                           | 1,060.42  |
| 60  | Georgia                          | 1,056.60  |
| 61  | Albania                          | 1,047.94  |
| 62  | Bosnia and Herzegovina           | 1,044.53  |
| 63  | Poland                           | 1,043.18  |
| 64  | Slovakia                         | 1,042.62  |
| 65  | Romania                          | 1,041.97  |
| 66  | Bulgaria                         | 1,040.66  |
| 67  | Serbia and Montenegro            | 1,039.45  |
| 68  | Macedonia                        | 1,037.76  |
| 69  | Turkey                           | 1,037.51  |
| 70  | Norway                           | 996.780   |
| 71  | United Kingdom                   | 960.624   |
| 72  | Ireland                          | 959.325   |
| 73  | Monaco                           | 959.222   |
| 74  | Andorra                          | 956.319   |
| 75  | Iceland                          | 955.986   |
| 76  | Germany                          | 955.011   |
| 77  | Lebanon                          | 939.728   |
| 78  | Cyprus                           | 936.667   |
| 79  | Morocco                          | 936.319   |
| 80  | Czech Republic                   | 934.095   |
| 81  | Egypt                            | 931.894   |
| 82  | Iraq                             | 931.842   |
| 83  | Yemen                            | 931.675   |
| 84  | Tunisia                          | 931.414   |
| 85  | Syria                            | 930.510   |
| 86  | Iran                             | 929.554   |
| 87  | Indonesia                        | 927.707   |
| 88  | Thailand                         | 925.765   |
| 89  | Cambodia                         | 923.746   |
| 90  | Jordan                           | 923.086   |
| 91  | Laos                             | 923.076   |
| 92  | Sri Lanka                        | 922.893   |
| 93  | Philippines                      | 921.373   |
| 94  | Libya                            | 919.740   |
| 95  | Singapore                        | 919.158   |
| 96  | Malaysia                         | 918.331   |
| 97  | Burma                            | 917.689   |
| 98  | Brunei                           | 912.718   |
| 99  | Vietnam                          | 911.415   |
| 100 | Papua New Guinea                 | 909.399   |
| 101 | Tonga                            | 909.227   |
| 102 | Federated States of Micronesia   | 904.903   |
| 103 | Fiji                             | 903.122   |
| 104 | Nauru                            | 900.547   |
| 105 | Marshall Islands                 | 900.546   |
| 106 | Palau                            | 900.533   |
| 107 | Kiribati                         | 900.401   |
| 108 | Solomon Islands                  | 900.169   |
| 109 | Niue                             | 899.281   |
| 110 | Tuvalu                           | 899.004   |
| 111 | Cook Islands                     | 898.923   |
| 112 | Vanuatu                          | 898.831   |
| 113 | Samoa                            | 896.317   |
| 114 | Saudi Arabia                     | 895.616   |
| 115 | Bahrain                          | 892.281   |
| 116 | Oman                             | 888.392   |
| 117 | Kuwait                           | 877.069   |
| 118 | North Korea                      | 868.902   |
| 119 | Mongolia                         | 866.490   |
| 120 | South Korea                      | 863.421   |
| 121 | San Marino                       | 862.099   |
| 122 | Netherlands                      | 861.586   |
| 123 | Kazakhstan                       | 860.070   |
| 124 | Ukraine                          | 858.312   |
| 125 | Estonia                          | 857.445   |
| 126 | China                            | 857.314   |
| 127 | Russia                           | 856.718   |
| 128 | Belarus                          | 855.825   |
| 129 | Lithuania                        | 855.363   |
| 130 | Latvia                           | 855.207   |
| 131 | Moldova                          | 855.040   |
| 132 | New Zealand                      | 851.065   |
| 133 | Qatar                            | 847.175   |
| 134 | Hungary                          | 847.062   |
| 135 | Australia                        | 846.943   |
| 136 | U.A.E.                           | 841.571   |
| 137 | Mexico                           | 784.702   |
| 138 | Italy                            | 776.376   |
| 139 | Malta                            | 763.792   |
| 140 | Cape Verde                       | 748.052   |
| 141 | Mali                             | 746.409   |
| 142 | Lesotho                          | 745.348   |
| 143 | Angola                           | 739.066   |
| 144 | Burkina Faso                     | 738.634   |
| 145 | Sierra Leone                     | 738.366   |
| 146 | São Tomé and Príncipe            | 737.979   |
| 147 | Guinea-Bissau                    | 737.928   |
| 148 | Equatorial Guinea                | 737.167   |
| 149 | Chad                             | 736.668   |
| 150 | Togo                             | 736.605   |
| 151 | Nigeria                          | 736.038   |
| 152 | Senegal                          | 735.975   |
| 153 | Somalia                          | 735.670   |
| 154 | Swaziland                        | 735.205   |
| 155 | Madagascar                       | 735.148   |
| 156 | Liberia                          | 734.677   |
| 157 | Cameroon                         | 734.635   |
| 158 | Rwanda                           | 734.221   |
| 159 | Gambia                           | 734.206   |
| 160 | Benin                            | 733.968   |
| 161 | Mauritania                       | 733.944   |
| 162 | Comoros                          | 733.904   |
| 163 | Mozambique                       | 733.777   |
| 164 | Gabon                            | 733.615   |
| 165 | Djibouti                         | 733.559   |
| 166 | Guinea                           | 732.777   |
| 167 | Mauritius                        | 732.672   |
| 168 | Seychelles                       | 732.305   |
| 169 | Sudan                            | 732.233   |
| 170 | Algeria                          | 731.743   |
| 171 | Burundi                          | 731.009   |
| 172 | Niger                            | 730.976   |
| 173 | Ghana                            | 730.842   |
| 174 | Eritrea                          | 730.154   |
| 175 | C.A.R.                           | 728.622   |
| 176 | Namibia                          | 726.357   |
| 177 | Malawi                           | 725.934   |
| 178 | South Africa                     | 725.772   |
| 179 | D.R. of the Congo                | 725.756   |
| 180 | Tanzania                         | 724.539   |
| 181 | Zimbabwe                         | 724.516   |
| 182 | Zambia                           | 724.126   |
| 183 | Botswana                         | 723.997   |
| 184 | Rep. of the Congo                | 723.945   |
| 185 | Ethiopia                         | 723.892   |
| 186 | Kenya                            | 723.667   |
| 187 | Uganda                           | 722.676   |
| 188 | Portugal                         | 721.798   |
| 189 | Côte d'Ivoire                    | 714.969   |
| 190 | Greece                           | 632.054   |
| 191 | Spain                            | 620.772   |
| 192 | Japan                            | 531.252   |